# 八戸市立南郷図書館
八戸市立南郷図書館（はちのへしりつなんごうとしょかん）は、青森県八戸市にある図書館。

## 概要
南郷村立図書館として開館し、合併により現在の名称になった。指定管理者制度導入以前は南郷区地域情報センター内の施設として位置づけられていたので、八戸市立図書館とは独立した図書館となっていた。地元の南郷はジャズが盛んであるため、ジャズのコーナーを設けており、複数の読書室を配置してある。
現在は株式会社図書館流通センターが指定管理者として管理・運営している。

## 沿革
- 2005年2月1日 - 南郷村立図書館として開館。
- 2005年3月31日 - 八戸市との合併にともない「八戸市立南郷図書館」になる。
- 2009年4月 - 指定管理者制度導入。[2] 月曜日も開館日となる。

## アクセス
- 八戸自動車道・南郷インターより車で約2分、八戸市南郷文化ホール隣。
- JR東日本八戸線：本八戸駅または八戸中心街ターミナル（中央通り(3番のりば)）より、南部バス：F116.市ノ沢→軽米行またはF111.市ノ沢行で『道の駅なんごう』バス停（道の駅非経由便では『南郷事務所前』バス停）下車。